# 10585 Wabi-Sabi
10585 Wabi-Sabi este un asteroid din centura principală de asteroizi.

## Descriere
10585 Wabi-Sabi este un asteroid din centura principală de asteroizi. A fost descoperit pe 13 aprilie 1996 la Kitt Peak National Observatory în cadrul proiectului Spacewatch. Asteroidul prezintă o orbită caracterizată de o semiaxă mare de 2,21 ua, o excentricitate de 0,09 și o înclinație de 3,3° în raport cu ecliptica.